# Gorillaz (musikalbum)
Gorillaz är den brittiska musikgruppen Gorillaz självbetitlade debutalbum, utgivet i mars 2001. Det nådde tredjeplatsen på albumlistan i Storbritannien och fjortonde plats på Billboard Hot 100. 
Från albumet släpptes singlarna "Clint Eastwood", "19-2000", "Rock the House" och "Tomorrow Comes Today". Del tha Funkee Homosapien, Miho Hatori och Ibrahim Ferrer gör gästframträdanden på albumet.

## Låtlista
1. "Re-Hash" - 3:40
2. "5/4" - 2:42
3. "Tomorrow Comes Today" - 3:14
4. "New Genious (Brother)" - 3:59
5. "Clint Eastwood" - 5:43
6. "Man Research (Clapper)" - 4:32
7. "Punk" - 1:38
8. "Sound Check (Gravity)" - 4:42
9. "Double Bass" - 4:46
10. "Rock the House" - 4:11
11. "19-2000" - 3:29
12. "Latin Simone (Que Pasa Contigo)" - 3:38
13. "Starshine" - 3:33
14. "Slow Country" - 3:37
15. "M1 A1" - 4:01